# Ilija Jovanović
Ilija Jovanović, hrvaški general, * 10. avgust 1914, † ?.

## Življenjepis
Leta 1941 je vstopil v NOVJ in naslednje leto v KPJ. Med vojno je bil na štabnih položajih več enot.
Po vojni je končal VVA JLA in postal med drugim predavatelj na isti akademiji.